# Agustín Prokop
Agustín Prokop (4 de junio de 2001; San Miguel de Tucumán, Argentina) es un futbolista argentino que juega como mediocampista en San Martín de Tucumán, en la Primera Nacional.

## Trayectoria
Promovido al primer equipo por Rubén Forestello en 2018, Agustín Prokop hizo su debut profesional recién el 10 de enero de 2021 en el empate 2 a 2 con Gimnasia y Esgrima de Mendoza por el Torneo Transición de Primera Nacional 2020.
Debutó como titular el 12 de febrero de 2022 en la victoria del "santo" por 2 a 1 a Temperley, por la primera fecha de la Primera Nacional 2022. En dicho partido asistiría a Lucas Cano en el 1 a 0 parcial a favor del conjunto tucumano.
El 9 de septiembre de 2023 anotó su primer gol profesional, en la victoria 4 a 0 frente a Gimnasia y Esgrima de Mendoza, en el partido correspondiente a la fecha 33 del Campeonato de Primera Nacional 2023.

## Estadísticas

### Clubes
Actualizado de acuerdo al último partido jugado el 14 de junio de 2025.
| Club                     | Div.          | Temporada     | Liga  | Liga  | Liga   | Copas nacionales | Copas nacionales | Copas nacionales | Torneos internacionales | Torneos internacionales | Torneos internacionales | Total | Total | Total  |
| Club                     | Div.          | Temporada     | Part. | Goles | Asist. | Part.            | Goles            | Asist.           | Part.                   | Goles                   | Asist.                  | Part. | Goles | Asist. |
| ------------------------ | ------------- | ------------- | ----- | ----- | ------ | ---------------- | ---------------- | ---------------- | ----------------------- | ----------------------- | ----------------------- | ----- | ----- | ------ |
| San Martín (T) Argentina | 2.ª           | 2020          | 1     | 0     | 0      | —                | —                | —                | —                       | —                       | —                       | 1     | 0     | 0      |
| San Martín (T) Argentina | 2.ª           | 2021          | 1     | 0     | 0      | —                | —                | —                | —                       | —                       | —                       | 1     | 0     | 0      |
| San Martín (T) Argentina | 2.ª           | 2022          | 10    | 0     | 2      | —                | —                | —                | —                       | —                       | —                       | 10    | 0     | 2      |
| San Martín (T) Argentina | 2.ª           | 2023          | 14    | 1     | 1      | 2                | 0                | 1                | —                       | —                       | —                       | 16    | 1     | 2      |
| San Martín (T) Argentina | 2.ª           | 2024          | 3     | 0     | 0      | —                | —                | —                | —                       | —                       | —                       | 3     | 0     | 0      |
| San Martín (T) Argentina | 2.ª           | 2025          | 10    | 0     | 0      | 1                | 0                | 0                | —                       | —                       | —                       | 11    | 0     | 0      |
| San Martín (T) Argentina | Total club    | Total club    | 39    | 1     | 3      | 3                | 0                | 1                | 0                       | 0                       | 0                       | 42    | 1     | 4      |
| Total carrera            | Total carrera | Total carrera | 39    | 1     | 3      | 3                | 0                | 1                | 0                       | 0                       | 0                       | 42    | 1     | 4      |
| 1. 2.                    |               |               |       |       |        |                  |                  |                  |                         |                         |                         |       |       |        |